# Може ли се пријатељу
„Може ли се пријатељу“ је албум Мирослава Илића из 2002. године. На њему се налазе следеће песме:
1. Може ли се пријатељу
2. Живот је мој олуја
3. Не питај
4. Зар не видиш, моја рано
5. Милица
6. Вранце кујем да путујем
7. Од Саве до мора
8. Како си могла
9. Чаше има ко да плати